# Ферді Озбеген
Ферді Озбеген (тур. Ferdi Özbeğen; нар. 17 серпня 1941 року, Ізмір, Туреччина — пом. 28 січня 2013 року, Стамбул, Туреччина)) — турецький співак і музикант.

## Ранні роки
Ферді (Фердинанд) Озбеген народився в 1941 році в Стамбулі. Батько — іммігрант із Криту Хасан Озбеген, мати — вірменка з Анкари Афет (Аніта) Озбеген. 
У віці 11 років хлопець почав брати уроки музики. Закінчив приватний коледж в Ізмірі. У 1960 році вступив на економічний факультет Стамбульського університету. Після смерті батька в 1963 році Ферді залишив навчання й почав професійно займатися музикою.

## Кар'єра
У 1965 році Озбеген із оркестром брав участь у конкурсі "Золотий мікрофон", організованому газетою Hürriyet, виконавши пісні "Kes Kes" і "Sandığımı Açamadım". 
Він давав концерти зі своїм оркестром до 1974 року. Коли колектив припинив існування, Ферді почав працювати в оркестрі Шефіка Уйгунера.
У 1977 році він випустив свій перший альбом Ferdi Özbeğen'le 45 Dakika ("45 хвилин із Ферді Озбегеном"). Отримав нагороди за альбоми "Ferdi Özbeğen'le Sohbet" ("Розмова з Ферді Озбегеном") та "Mutluluklar" ("Щастя"). Загалом за свою кар'єру записав 28 альбомів.
У 1980 році Ферді знявся у фільмі Tanrıya Feryat ("Крик до Бога") режисера Орхана Аксоя, у 1984 році – у фільмі Kadınca ("Жіночий") режисера Темела Гюрсу. Був запрошеним актором в одному з найпопулярніших турецьких серіалів 1980-х років Perihan Abla ("Сестра Періхан").
Помер 28 січня 2013 року після тривалої хвороби в Стамбульському навчально-дослідницькому шпиталі Окмейдани. Похований на кладовищі "Улус" (Ulus). 

## Особисте життя
Ферді Озбеген розповів про свою гомосексуальність у дорослому віці. Через неможливість укласти одностатевий шлюб, він усиновив свого супутника життя.

## Дивитись також
- Музика Туреччини